# Rebelião dos Senhores da Guerra no nordeste de Shandong

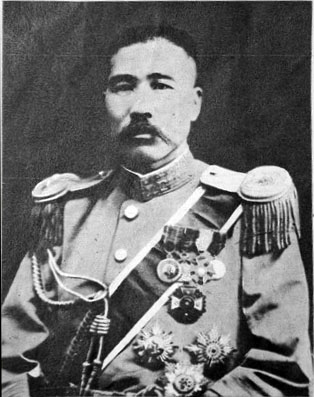
Zhang Zongchang (1881-1932), líder da rebelião

A Rebelião dos Senhores da Guerra no nordeste de Shandong foi um levante de vários exércitos aliados de senhores da guerra chineses sob a liderança de Zhang Zongchang em 1929. Os rebeldes queriam recuperar seus antigos territórios em Shandong de Liu Zhennian, o homem que havia desertado de Zhang para o Governo nacionalista em Nanjing durante a Expedição do Norte. Após alguns sucessos iniciais, os rebeldes foram derrotados devido à indisciplina de suas forças. No final, o levante não conseguiu derrubar o governo de Liu Zhennian sobre o leste de Shandong, mas resultou em muitas baixas civis e destruição generalizada nas mãos de ambos os lados do conflito.